# Mazerolles (Altos Pirenéus)
Mazerolles é uma comuna francesa na região administrativa de Occitânia, no departamento dos Altos Pirenéus. Estende-se por uma área de 6,33 km². Em 2010 a comuna tinha 109 habitantes (densidade: 17,2 hab./km²).